# Kikötő

Kikötő a pesti Dunaparton 1912-ben

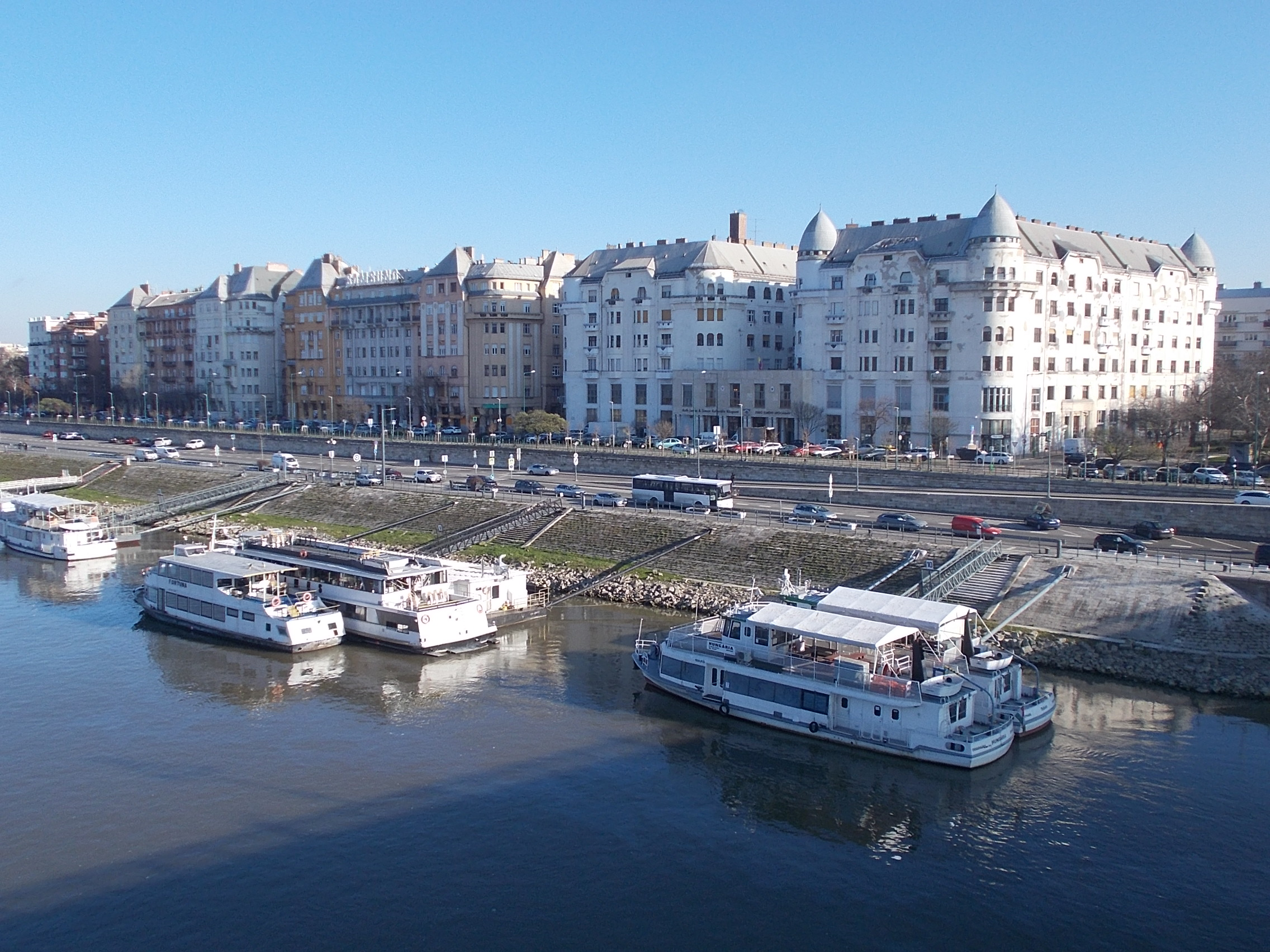
A budapesti Jászai Mari téri hajóállomás

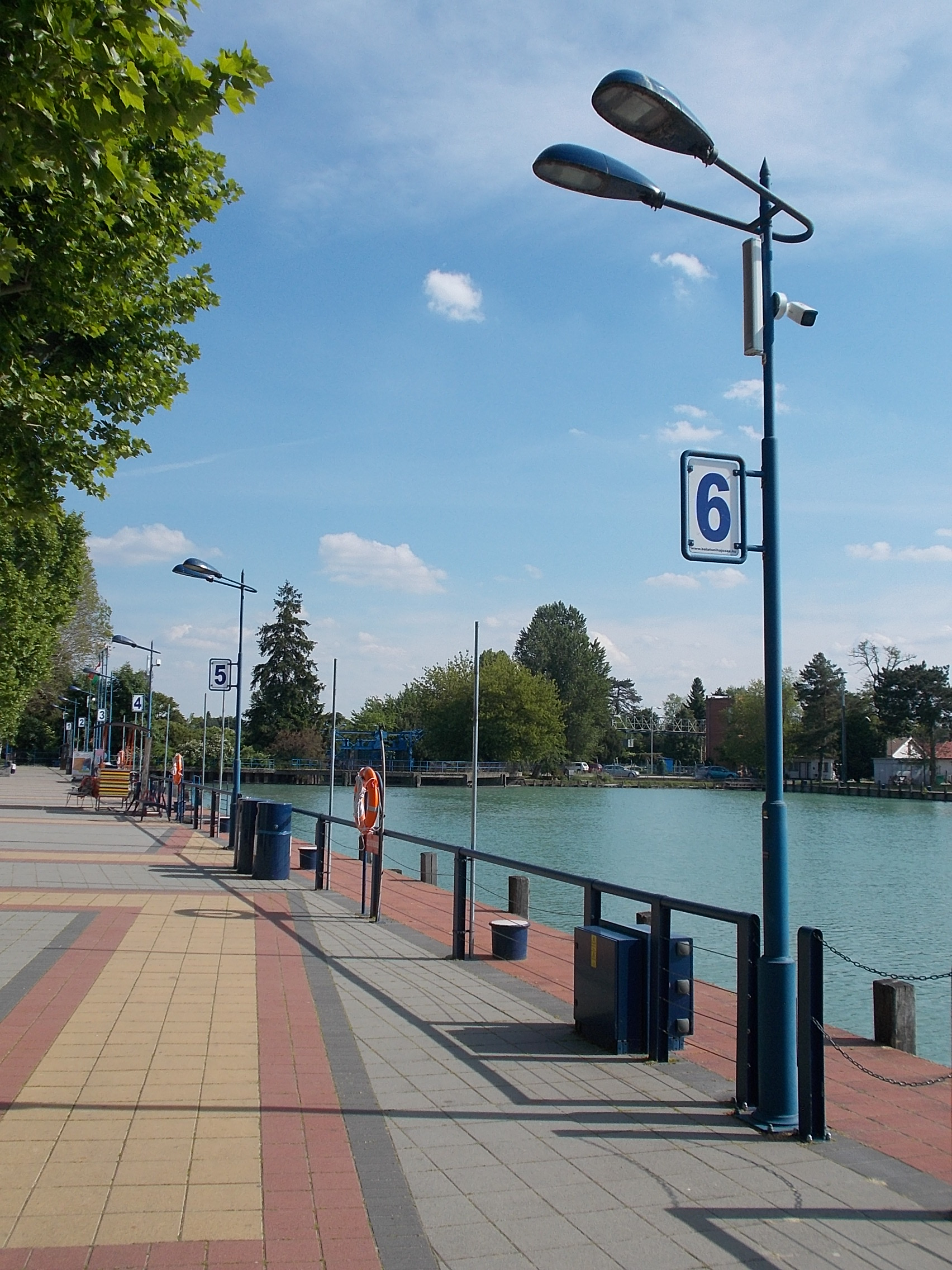
A siófoki hajóállomás

A kikötő a folyó- vagy tengerpart természetes védettséget biztosító, vagy mesterséges építményekkel védett része, amely alkalmas hajók kikötésére.
Egy kikötő általában a hajózás biztonságát és az áruk ki- és berakodását biztosító építményekkel is rendelkezik, úgy mint: mólókkal, dokkokkal, különböző hullámtörőkkel, raktárakkal stb. A jelentős kikötők rendelkeznek saját vasútvonallal és teherpályaudvarral, esetleg autópálya kapcsolattal is.
Vannak édesvízi kikötők, folyókon, csatornák mentén, tavakon, és tengeri kikötők, folyók torkolatában, mesterséges csatornákban vagy közvetlenül tengeröbölben.

## Csoportosításuk
A kikötőket funkciójukat tekintve szokás megkülönböztetni:
- Kereskedelmi kikötők
  - Tartályhajó kikötők (tartályhajón szállított, többnyire folyékony vegyi anyagok átrakására)
  - Darabárus kikötők
  - Konténerkikötők
- Halászkikötők
- Kompkikötők (gépjárművek, vasúti szerelvények szállítására)
- Hadikikötők
- Jachtkikötők, marinák (vitorlás, motoros jachtok, egyéb sport- és szabadidős hajók számára)
- Hajógyárak kikötői (dokkok, szárazdokkok)

## Tengeri kikötő

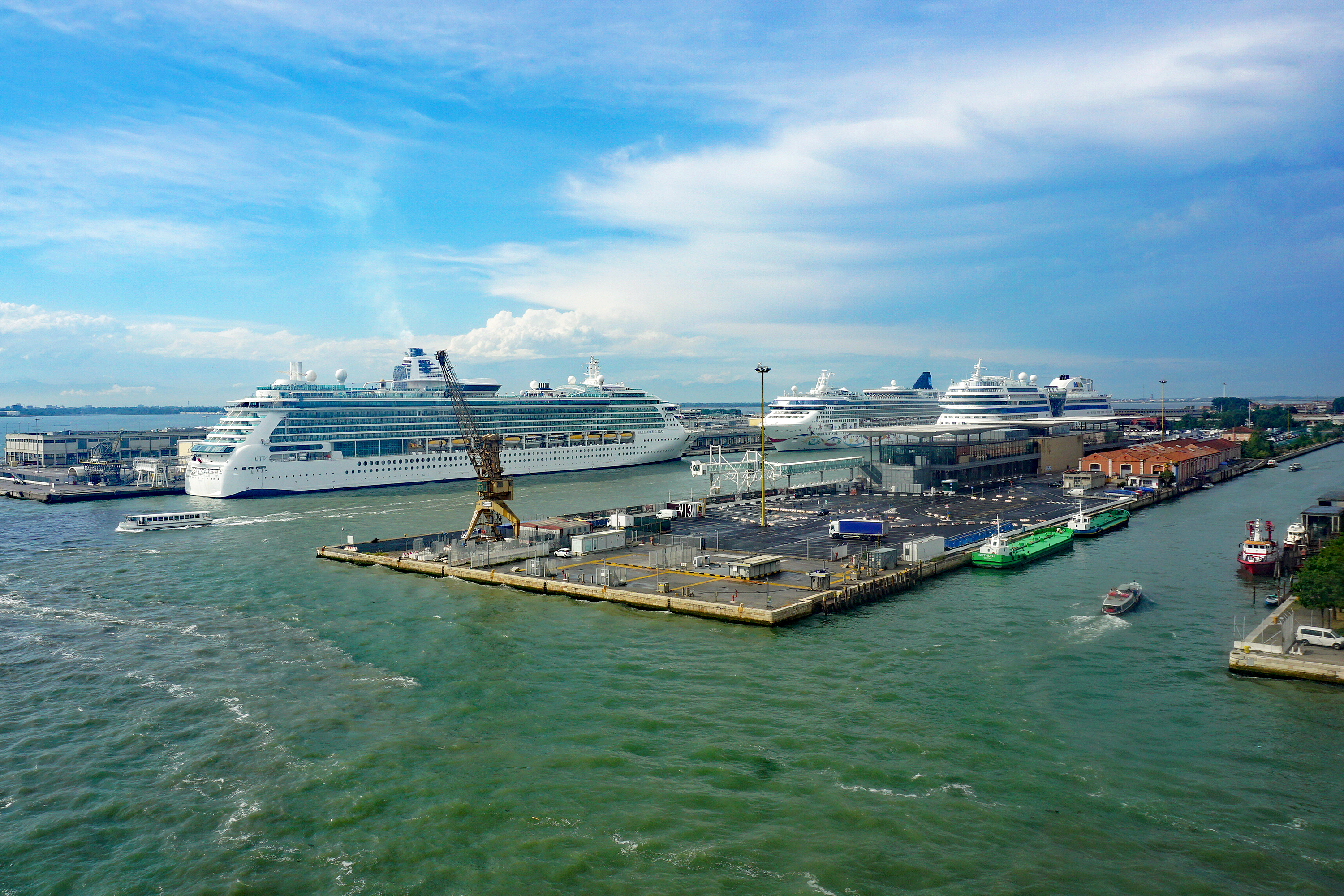
Velence tengeri kikötője

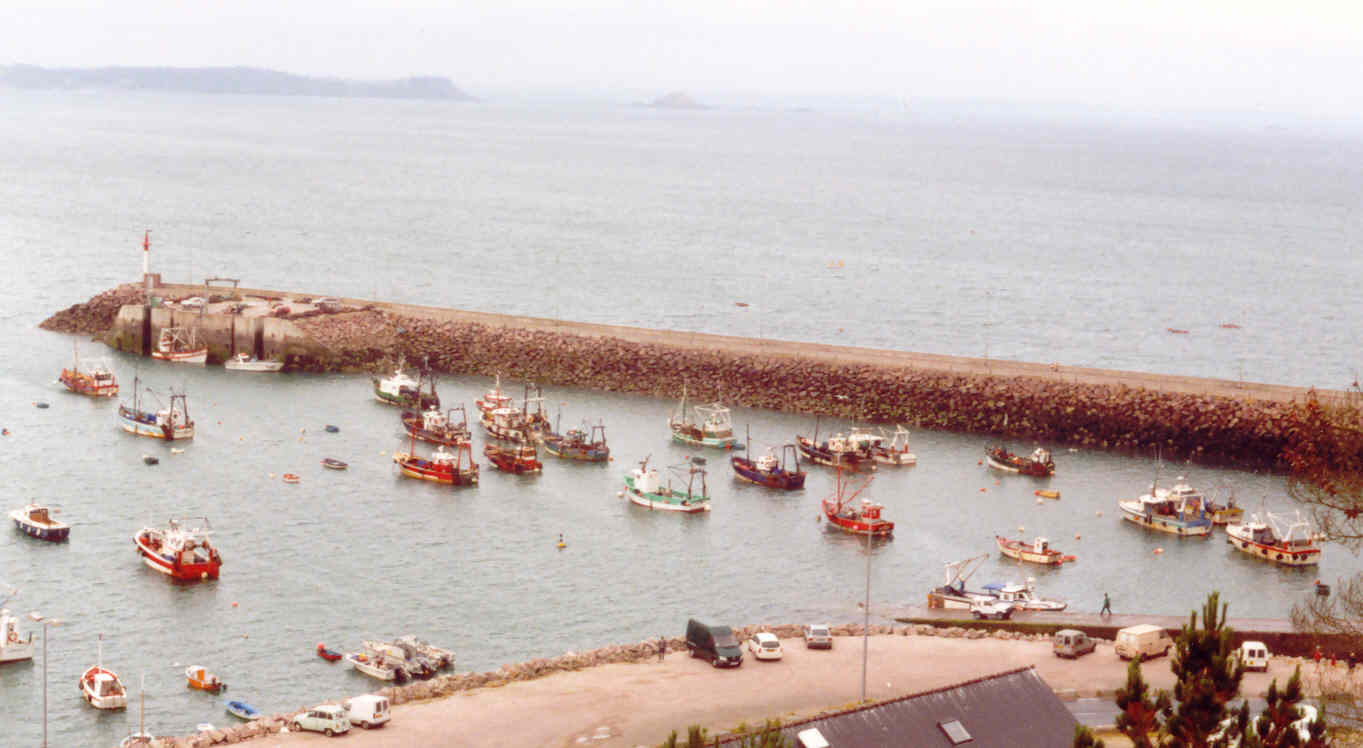
Halászkikötő Bretagne-ban

A tengeri kikötő olyan forgalmi csomópont, ahol a szárazföldi közlekedés fuvarágazatai (vasúti és közúti forgalom, belvízi hajózás, csővezeték) a tengerhajózással találkoznak. Nagyon sokféle közlekedésgazdasági üzemmód fellelhető a tengeri kikötőkben, igazodva a regionális és a szélesebb körű forgalomhálózatokhoz.
A forgalmi funkciók mellett a tengeri kikötők a kereskedelmi és az ipari tevékenységek csatlakozási pontjai is. Mint elosztópontok 	nyersanyagokra, félkész termékekre, egyúttal összekapcsolják az előállítás és a felhasználás területeit is, átvéve ezáltal a kereskedelem bizonyos funkcióit, kiegészülve átalakító, termelő és hajóépítő üzemek működtetésével.
A gazdasági tevékenység szempontjából különleges szerep jut a szabadkikötőknek vagy a kikötői részlegeknek, mint vámszabadterületeknek, mind az átrakodások, mind pedig a raktározások könnyítésében. A szabadkikötőkben a bejövő és kimenő hajók mentesek a vámtechnikai korlátozásoktól és a külföldi árukat vámkezelés és vámteher nélkül lehet kirakni, berakni, átrakni, kezelni, raktározni, megvizsgálni, átdolgozni. Ezáltal a kikötő előnyös helyzetet teremt az export és az import üzletek lebonyolításához.
A speditőrök, különösen a kikötői speditőrök számára a kikötői szolgáltatások és szokások, valamint a kikötői szabályozások ismerete elengedhetetlen a tengerentúli áruforgalom zökkenőmentes kezeléséhez.
A rakparti üzemek, részlegek intézik az export, import és tranzit áruk átrakását (ki- és berakását) és a darabáruk rövid határidős 	raktározását. Fixen kiépített partfalak mellett kötnek ki a hajók és itt végzik a rakodásokat. A rakpartoknál mozgó daruk működnek, egyszerre több is dolgozhat a hajókamrák kiszolgálásakor. A rakpart mellett kiépített vágányhálózat lehetővé teszi a 	hajó és a vasúti vagon közötti közvetlen rakodásokat. Hasonló direkt átrakást biztosítanak a rakparton a közúti járművek kezelésére kialakított területek.
A komplett export kocsirakományok rendszerint ahhoz a rakparthoz érkeznek, amelynél a hajó átveszi azokat. Több nagy kikötőben olyan központi raktárakat működtetnek, ahová a gyűjtőforgalom árui érkeznek, és innen kerülnek szétosztásra a különböző rendeltetések szerint akkor, amikor a vonatkozó hajó készen áll a rakodásra saját rakodó rakpartjánál. Az importáruk kirakodása vagy direkt vasúti/közúti járműbe történik, vagy indirekt kirakás esetén fedett vagy fedetlen raktárakba. A kisebb darabárukat, melyek import forgalomban szervezett gyűjtőáruként kerülnek továbbításra, szintén gyűjtőraktárakon keresztül kezelik, szortírozzák.
Az áruknak a hajókamrákban történő elrendezését külön szakemberek végzik, ügyelve az áruk védelmére és a hajó stabil állására mind a kikötőben, mind az útvonal idején. A rakodást előre elkészített terv alapján szervezik, és a rakodás a hajótiszt felügyelete mellett történik. Az árukat a rakparti daruk vagy a hajó darui mozgatják. A hajóstársaságok vagy ügynökeik megbízásából tevékenykednek, a számláló és áruellenőrző szervek a bejövő és kimenő áruk vizsgálatakor. A számlálók által jelentett adatok képezik a tengeri fuvarszámlálás alapját. Kimenő forgalomban az elhajózásra állított árukat a rakparton ellenőrzik, megállapítva az áruk jelzéseit, számait, a rendeltetési kikötőt, az áru épségét, méreteit, darabszámát. Bejövő forgalomban a számláló szorosan együttműködik a 	kirakó szervekkel, és a kirakodás a jelzések és számok figyelembevételével történik. A tényálladék megállapítása (térfogat, sérülés, hiány) képezi a számlálók feladatának alapját, súlypontját.
A mérlegelő és minőségellenőrző szervek a bejövő tömegáruk (gabona, olajos magvak, tápszerek, cukor stb.) súlymegállapítását végzik és mintákat vesznek a minőség igazolásához.
A kikötői csomagolóüzemek az exportáruk tengerképes csomagolására szakosodtak (például 	komplett ipari berendezések csomagolása).
Külön szolgáltatást nyújtanak olyan cégek, melyek kisebb hajók és tehergépkocsik üzemeltetésével szükség szerint megoldják az áruk mozgatását hajók, raktárak, silók, kikötői üzemek között. A tengeri hajók kikötőn belüli mozgását (bejárattól rakpartig, rakparttól kijáratig) az e célra rendszeresített vontatóhajók segítik.
A különböző célokat szolgáló raktárakat, tárolóhelyeket vagy a kikötő igazgatóságok saját hatáskörükben, vagy szakosodott vállalkozók működtetik. Ez a rendszer vonatkozik a rakodások szervezeteire is.
A vonalhajózás területén az 1960-as évek végétől a konténerforgalom rohamos fejlődésnek indult. Ez új helyzet elé állította a kikötőket is, ennek megfelelően olyan új létesítmények építésébe kellett fogni, amelyek a konténerek kezelését lehetővé tették. Így alakultak ki fokozatosan szerte a világon a kikötői konténerterminálok, vagyis az áruval megrakott konténereket tároló 	és kezelő helyek. Ugyancsak szükségessé vált e terminálokat ellátni speciális építésű és nagy teherbírású targoncákkal, valamint a rakpartokon a 20 és 40 lábas rakott konténerek rakodására alkalmas különleges technikájú daruszerkezetekkel. A modern kikötőkben a terminálok mellett kiépültek a konténerjavító üzemek is. Kialakultak a konténerek elosztására, irányítására szakosodott részlegek, melyek logisztikai tevékenységükkel szolgáltató központokként kínálnak komplett szállítási láncot a termelőtől a felhasználóig, illetve a címzettig vagy áruátvevőig.
A nemzetközi árupiac sajátosságaiból adódóan nagy arányú személygépkocsi átrakása és kezelése zajlik egyes nagyobb erre is szakosodott kikötőkben. Erre ki kellett alakítani autótárolókat, és meg kellett szervezni az export és import autóforgalommal kapcsolatos különleges rakodási, tárolási és továbbítási munkálatokat.
Külön specializáltságot kíván a kikötőben a tömegáruk kezelése, tárolása, átrakása, valamint a különlegesnek számító kényesebb áruféleségek kiszolgálása. Ezek közül a fontosabbak: ömlesztett áruk (gabona, takarmányok, műtrágya, vasérc), fa, gyárberendezések, nyerskávé, ásványolaj, egzotikus gyümölcsök, acéltermékek, élőállatok.
A verseny természetesen a kikötők között is élénken működik. A forgalom elnyerése, megtartása és növelése komoly erőfeszítéseket igényel, állandó fejlesztést követel. Segítséget nyújt ehhez a logisztikai hatékonyság növelése, az adatáramlások optimalizálása. Fontos tényező a kikötők értékelésénél, minősítésénél a kapcsolódó közreműködőkkel - hajózási vállalatokkal, szállítmányozási partnerekkel, vasutakkal, közúti és belvízi fuvarozókkal, minőségellenőrző cégekkel, csomagolóüzemekkel, biztosítókkal - való együttműködés.
Nagy segítséget és támaszt nyújt a kikötőknek saját képviselőhálózatuk. A földrajzi helyzet, a forgalmi háttér és az akvizíciós szükséglet meghatározó lehet képviselet működtetésénél különböző országokban. Az áruszerzésre irányuló feladat mellett a kikötői képviseletek összekötő kapocsként közelebb tartják a kikötőket a fontosabb külgazdasági területekkel, erősítik a kikötők reklámtevékenységét, valamint PR-munkáját.
A világ legforgalmasabb kikötői (a forgalom millió tonnában, 2004-ben) 
1. Szingapúr 393,4
2. Sanghaj (Kína) 379,7
3. Rotterdam (Hollandia) 352,4
4. Ningbo (Kína) 225,9
5. Hongkong (Kína) 222,9
6. Guangzhou (Kína) 215,2
7. Tianjin (Kína) 206,2
8. Nagoja (Japán) 180,0
9. Tsingtao (Kína) 162,7
10. Antwerpen (Belgium) 152,3

## Hazai kikötők
Forgalom és rendeltetés szerint a magyar kikötőket a következőképpen csoportosíthatjuk:
- árufuvarozásra rendelt közforgalmú kereskedelmi kikötők
- személyszállításra rendelt közforgalmú kikötők, hajóállomások
- üzemi kikötők
- téli kikötők
- horgonyzó- és veszteglőkikötők
- komp- és révhajókikötők

### Dunai kikötők
- Győri kikötő
- Győr–Gönyű kikötő
- Komáromi kikötő
- Szőnyi kikötő
- Almásfüzitői kikötő
- Süttői kikötő
- Lábatlani cement- és mészmű kikötő
- Dorogi kikötő
- Szobi kőrakodó
- Visegrádi kőrakodó
- Dunabogdányi kikötő
- Dunai cement és mészmű kikötő
- Budapest-Angyalföldi kikötő
- Óbudai házgyár kavicsrakodó
- Óbudai Hajógyári kikötő
- Lágymányosi téli kikötő
- Budapest-Ferencvárosi kikötő
- Budapesti nemzeti és szabadkikötő
- Csepeli vas- és fémművek kikötő
- Ercsi rakodó
- Adonyi rakodó
- Dunaújvárosi kikötő
- Mohácsi kikötő

Tiszai kikötők
- Szegedi medencés kikötő

### Jelentős hazai kikötők
- Győr–Gönyű kikötő
- Csepeli Szabad kikötő
- Dunaújvárosi kikötő
- Bajai Országos Közforgalmú Kikötő
- Mohácsi Áruforgalmi kikötő és Logisztikai Központ